# Taiseki-ji
Le Taiseki-ji (大石寺 (多宝富士大日蓮華山大石寺), Tahō Fuji Dainichirenge-zan Taiseki-ji) est le temple principal (総本山, sōhonzan) de l'école bouddhique japonaise Nichiren Shōshū. Il est situé sur les pentes inférieures du mont Fuji à Fujinomiya (préfecture de Shizuoka). Le Taiseki-ji a été fondé en 1290 par Nikkō Shonin (1246-1333), le plus jeune des disciples immédiats du moine Nichiren.

## Le Taiseki-ji aujourd'hui

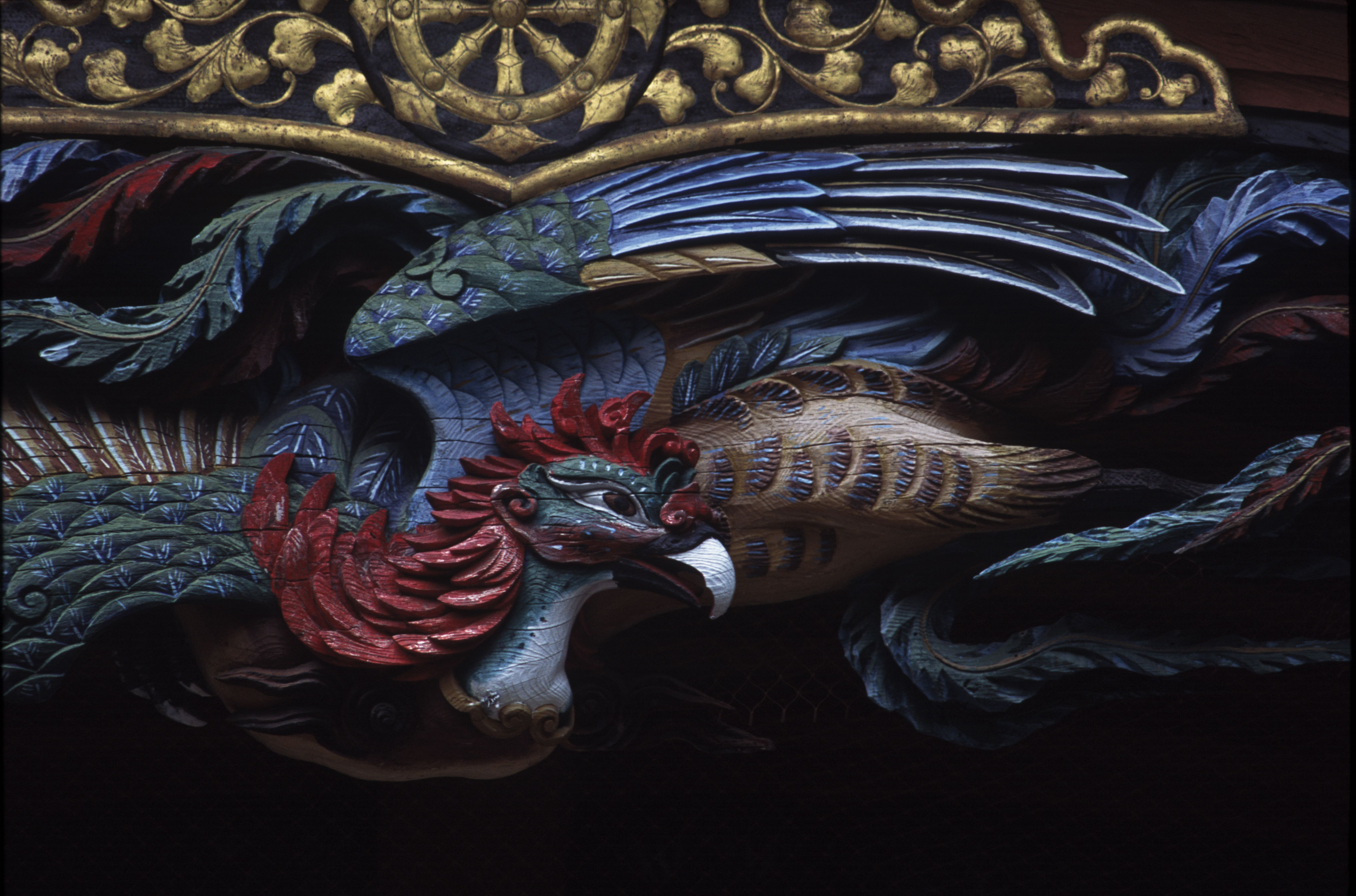
La décoration du fenghuang sur le linteau de l'entrée du temple Mieidō au Taiseki-ji

Le temple est le centre administratif de l'école Nichiren Shōshū, dont l'abbé en chef (貫主, kanzu) est en même temps le grand-prêtre (法主, Hossu). L'actuel grand-patriarche, Nichinyo Hayase (1935 – ), qui a pris ses fonctions le 16 décembre 2005, est le 68e d'une lignée que le Nichiren Shōshū fait remonter à Nichiren (1222–1282).
Le Taiseki-ji abrite le dai-gohonzon, objet ultime de la vénération du Nichiren Shōshū. Il est visité par plusieurs centaines de milliers de pèlerins par an. Il est connu pour plusieurs bâtiments historiques, ses jardins, et les vieux cerisiers qui bordent son tatchū (voie principale bordée de temples d'hébergement).

### Cérémonies et événements réguliers
- Premier gongyō de l'année (1er janvier)
- Pèlerinage de Nouvel An (1–4 janvier)
- Koshi-e (services commémoratifs à la mémoire du deuxième grand-prêtre Nikkō, 6–7 février)
- Anniversaire de Nichiren (16 février)
- Printemps Higan-e (20 ou 21 mars)
- Cérémonie de présentation des trésors (6-7 avril)
- Ateliers d'études d'été (juin-juillet)
- Urabon-e (15 août)
- Gonan-e (commémoration de la persécution de Tatsunokuchi, 12 septembre)
- Kanshi-e (services commémoratifs et commémoration du 26e grand-prêtre Nichikan, 18–19 septembre)
- Automne Higan-e (23 septembre)
- Ushi-e (services commémoratifs et commémoration du 9e grand-prêtre Nichiu, 29 septembre)
- Mokushi-e (services commémoratifs et commémoration du 3e grand-prêtre Nichimoku, 14–15 novembre)
- Nichiren Daishōnin Gotai-e (souvent appelé Oeshiki; services commémoratifs et commémoration de la vie et de l'enseignement de Nichiren Daishōnin, 20–21 novembre)

Les événements marqués en gras sont les deux cérémonies les plus importantes de l'année.

## Histoire

### Fondation et première période
Selon la tradition Nichiren Shōshū, le Taiseki-ji est fondé en 1290 par Nikkō, un disciple de Nichiren, sur une parcelle de terrain appelée Ōishi-ga-hara (大石ケ原) donnée par le commissaire de district, le Seigneur d´Ueno : Nanjō Tokimitsu (1259–1332). Le nom dérive d'une lecture alternative du kanji pour Ōishi (大石), taiseki, et ji (寺), qui signifie « temple ». Tokimitsu est l'un des disciples laïcs de Nichiren et il regarde Nikkō comme son professeur personnel. Tout commence avec un petit temple mais le mouvement s'élargit au fur et à mesure que les disciples de Nikkō érigent des sous-temples. Il y a des phases de croissance supplémentaires au milieu de l'époque d'Edo et dans l'après Seconde Guerre mondiale.

## Éminents grands prêtres
- 9e  grand-prêtre Nichiu
- 26e grand-prêtre Nichikan
- 59e grand-prêtre Nichiko
- 66e grand-prêtre Nittatsu

## Bâtiments

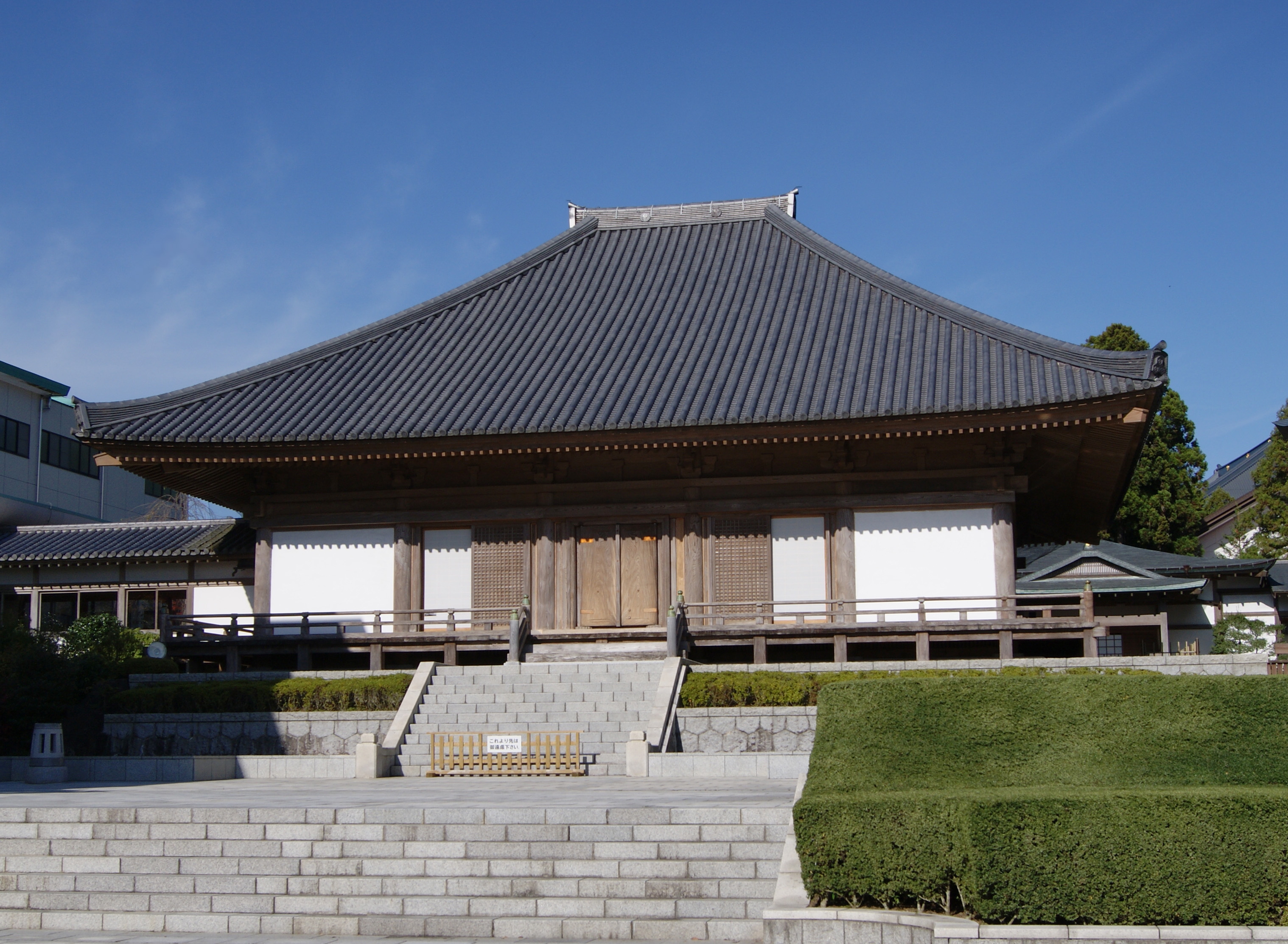
Le mutsubo.

### Sanmon
Le sanmon (écrit 三門, parfois 山門), qui est la « porte d'accès » du Taiseki-ji, est désigné patrimoine culturel de la préfecture de Shizuoka. Il date de 1717, et sa construction a bénéficié des dons de Tenneiin, femme de Tokugawa Ienobu, le sixième shogun.

### Mutsubo
Le premier Mutsubo (六壷) est construit en 1290, ce qui en fait historiquement le premier bâtiment du Taiseki-ji. Il a été reconstruit plusieurs fois depuis. La structure actuelle, qui utilise beaucoup de cœur de bois keyaki, a été achevée en 1988.

### Bâtiment de réception

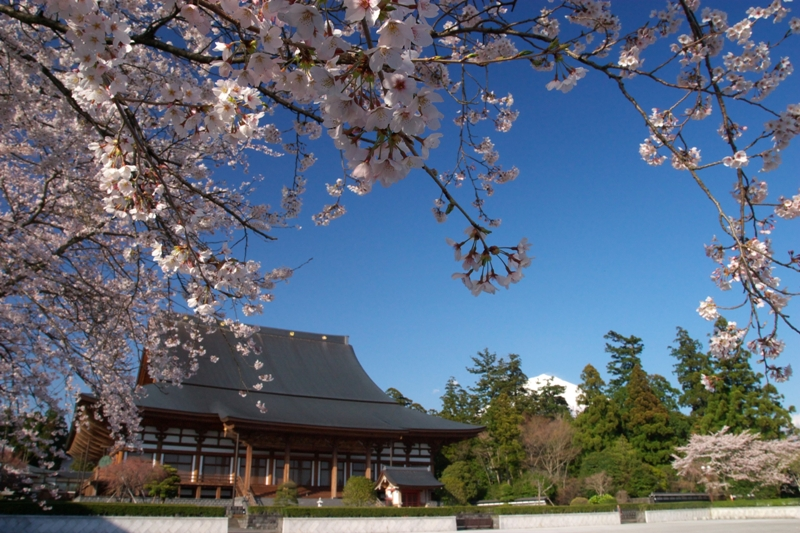
Le grand bâtiment de réception

Le daikyakuden (大客殿: Grand bâtiment de réception) est construit en 1465. L'actuel bâtiment, une structure à charpente d'acier entièrement revêtue de bois, achevé en 1998, remplace un précédent bâtiment en béton armé de 1964. La structure précédente a été remplacée officiellement en raison des inquiétudes concernant l'intégrité structurelle en cas de tremblement de terre majeur. La prêtrise a également évoqué sa masse imposante en béton armé comme inconciliable avec la tonalité architecturale appropriée pour un complexe de temple. Un bâtiment d'avant-guerre, réquisitionné par l'armée, avait été détruit en juin 1945 par un incendie dans lequel avait péri Nikkyō, le 62e grand-prêtre.
Le grand bâtiment de réception est l'endroit où a lieu le ushitora gongyō (it), un service de prière effectué quotidiennement à la transition de l'« heure du bœuf » (ushi) à l'« heure du tigre » (tora). Le service commence à environ 2h30 du matin et se termine environ une heure plus tard.
Dans le grand bâtiment de réception se trouvent deux statues grandeur nature (les seules représentations de Nichiren et Nikkō permise par le Nichiren Shōshū), placées à côté du gohonzon composé par le troisième grand-prêtre Nichimoku. Il est ainsi admis que les trois premiers fondateurs du Nichiren Shōshū sont réunis pour la cérémonie.

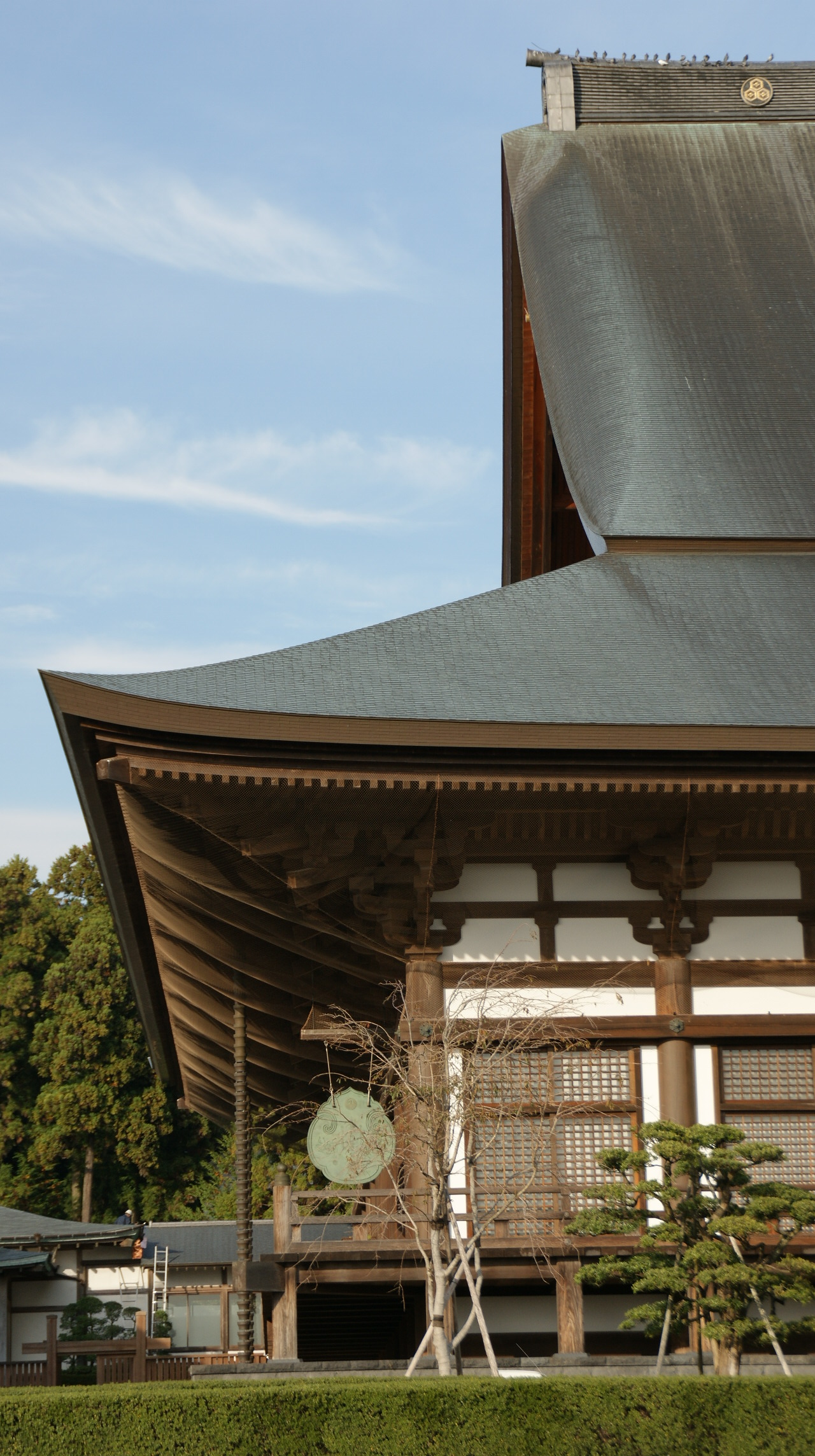
Le gong à l'extérieur du daikyakuden qui sert tous les soirs à rassembler les participants à la cérémonie du ushi-tora gongyō (it).
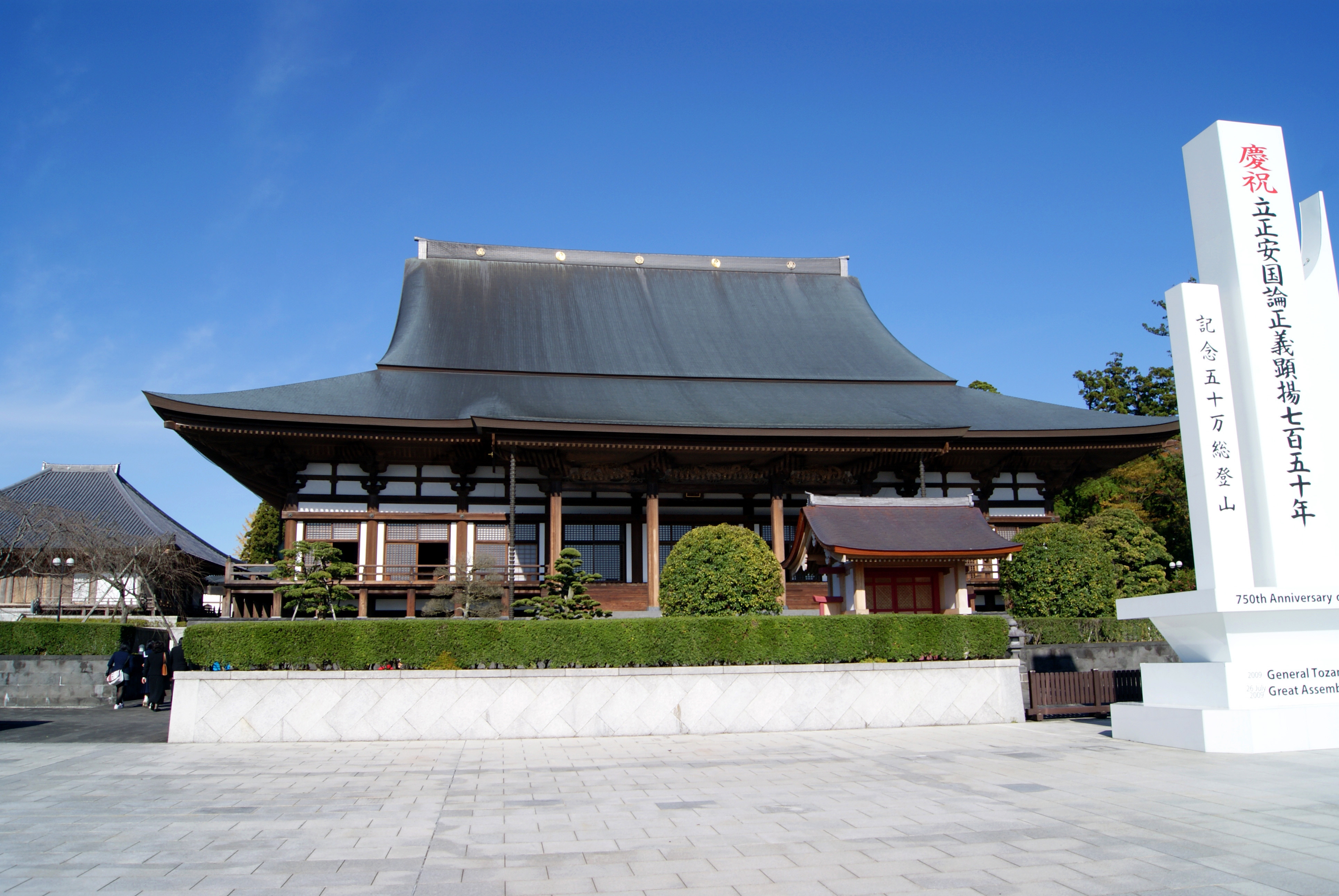
Le grand bâtiment de réception en 2009.
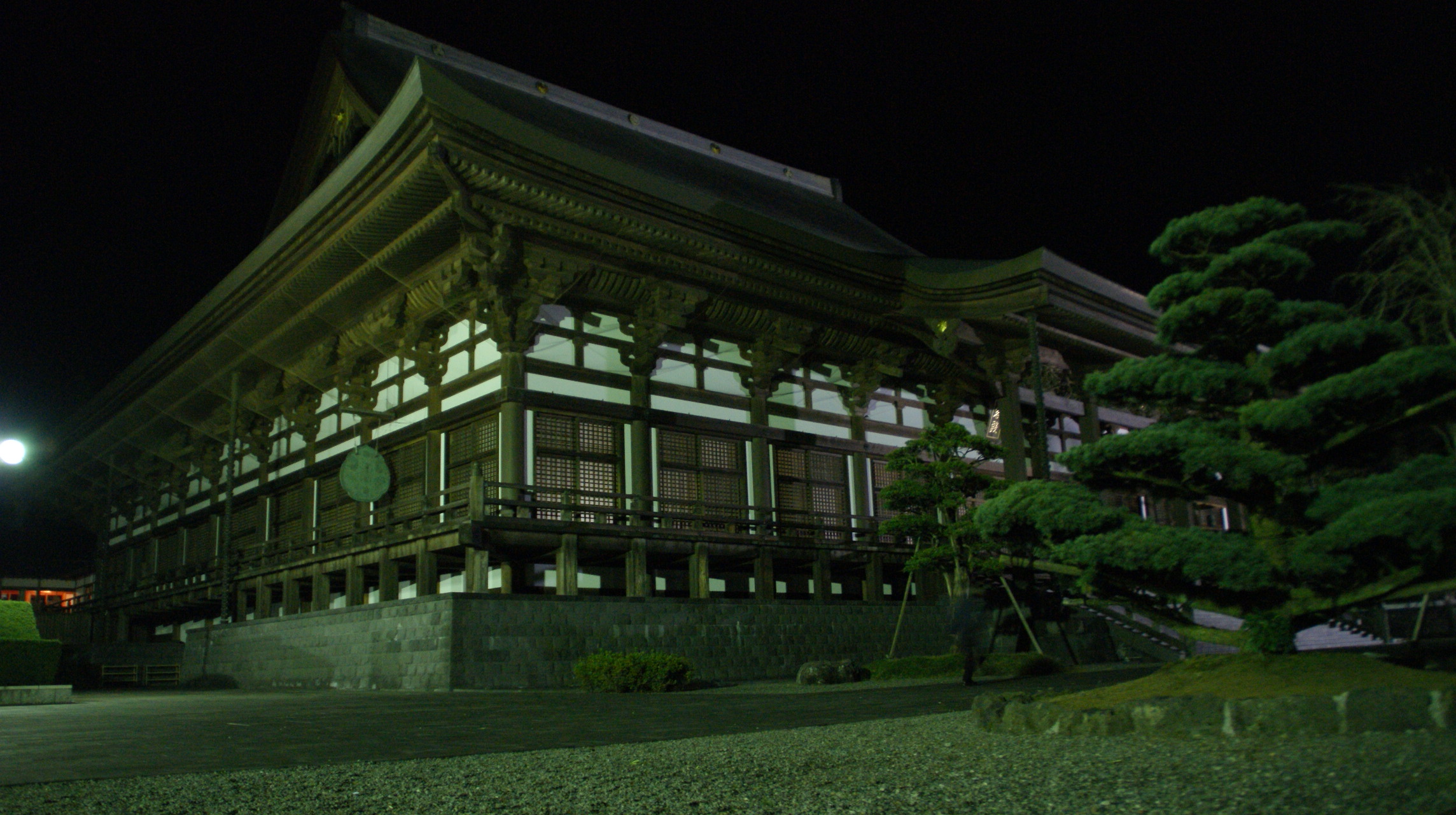
Le grand bâtiment de réception après la cérémonie d'ushi-tora gongyo.

### Miei-dō
Le miei-dō original (御影堂 : salle de l'image) est construit en 1522. Le miei-dō abrite une image de Nichiren (d'où son nom) datant de 1388. L'actuelle structure classique est construite en 1632 et connaît plusieurs rénovations ultérieures, dont la plus récente et importante date de 1971. Il est désigné patrimoine culturel de la préfecture de Shizuoka en 1971. Il fait actuellement l'objet d'une rénovation majeure qui inclut un démontage total, le remplacement des éléments de structure inutilisables et le remontage. Ce chantier devrait prendre plusieurs années.

### Hōan-dō
The Hōan-dō (奉安堂: hōan la une forme honorifique d'un verbe qui signifie « consacrer » ou « placer dans un autel »;  dō est le mot japonais désignant un grand bâtiment) abrite le dai-gohonzon, l'objet suprême de vénération pour le Nichiren Shōshū.

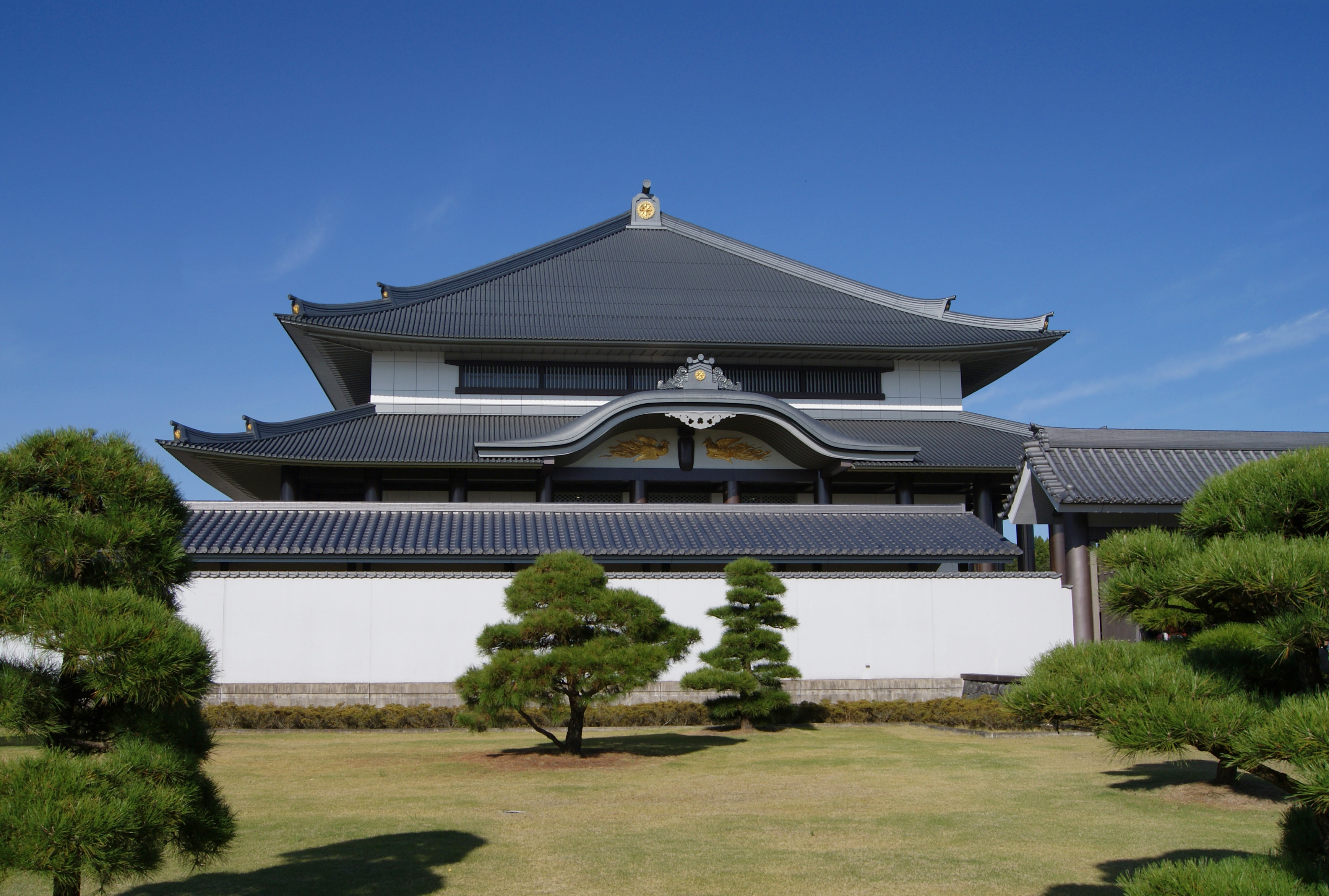
Le hōan-dō du Taisekiji (2009).
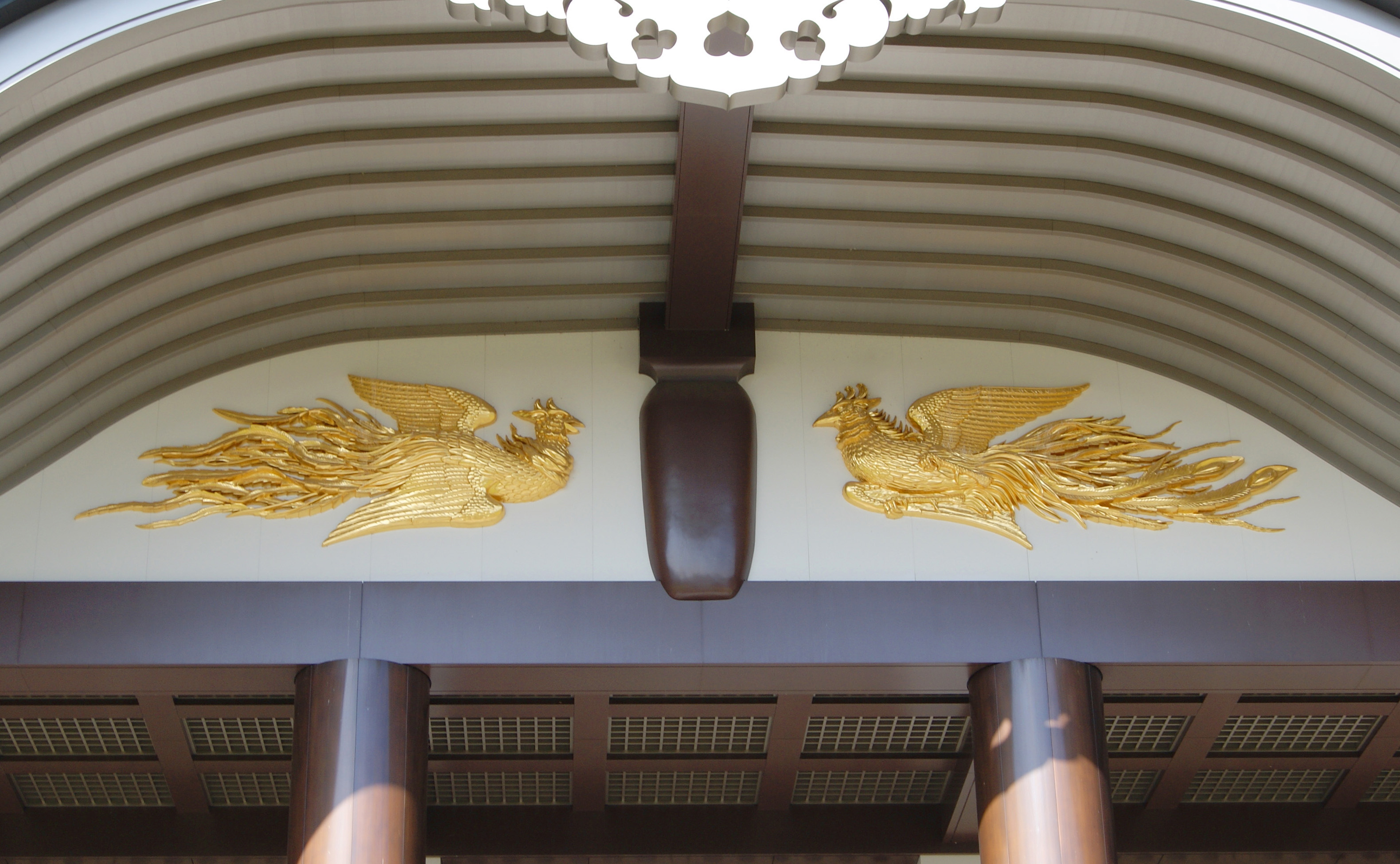
La décoration du fenghuang sur le linteau d'entrée du hōan-dō.
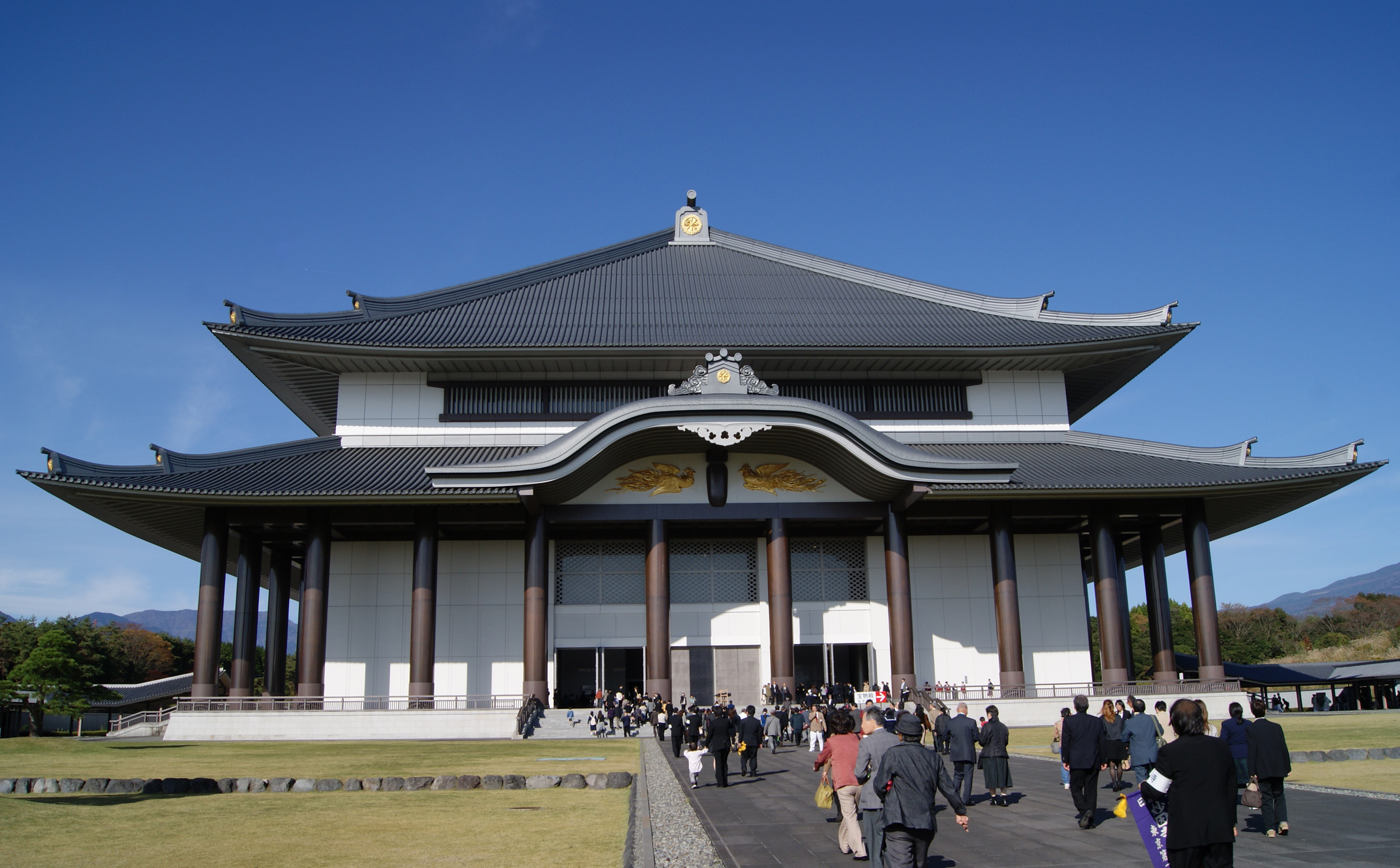
Le hōan-dō (novembre 2009).
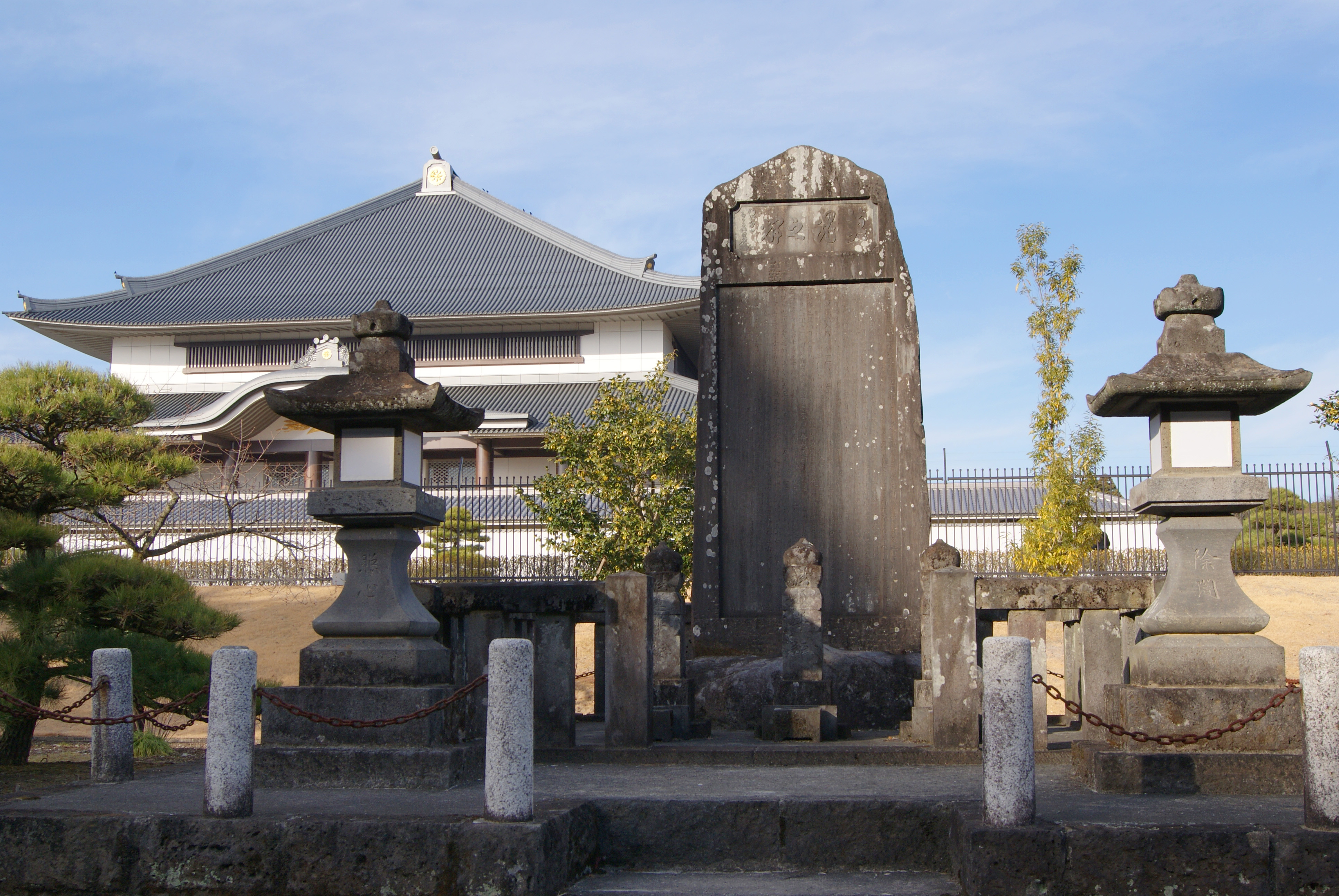
Devant le hōan-dō se trouvent des pierres tombales (jap : Atsuwarasanresshi-bohi) à la mémoire des martyrs d'Atsuwara, en l'honneur desquels Nichiren a décidé d'écrire le dai-gohonzon.
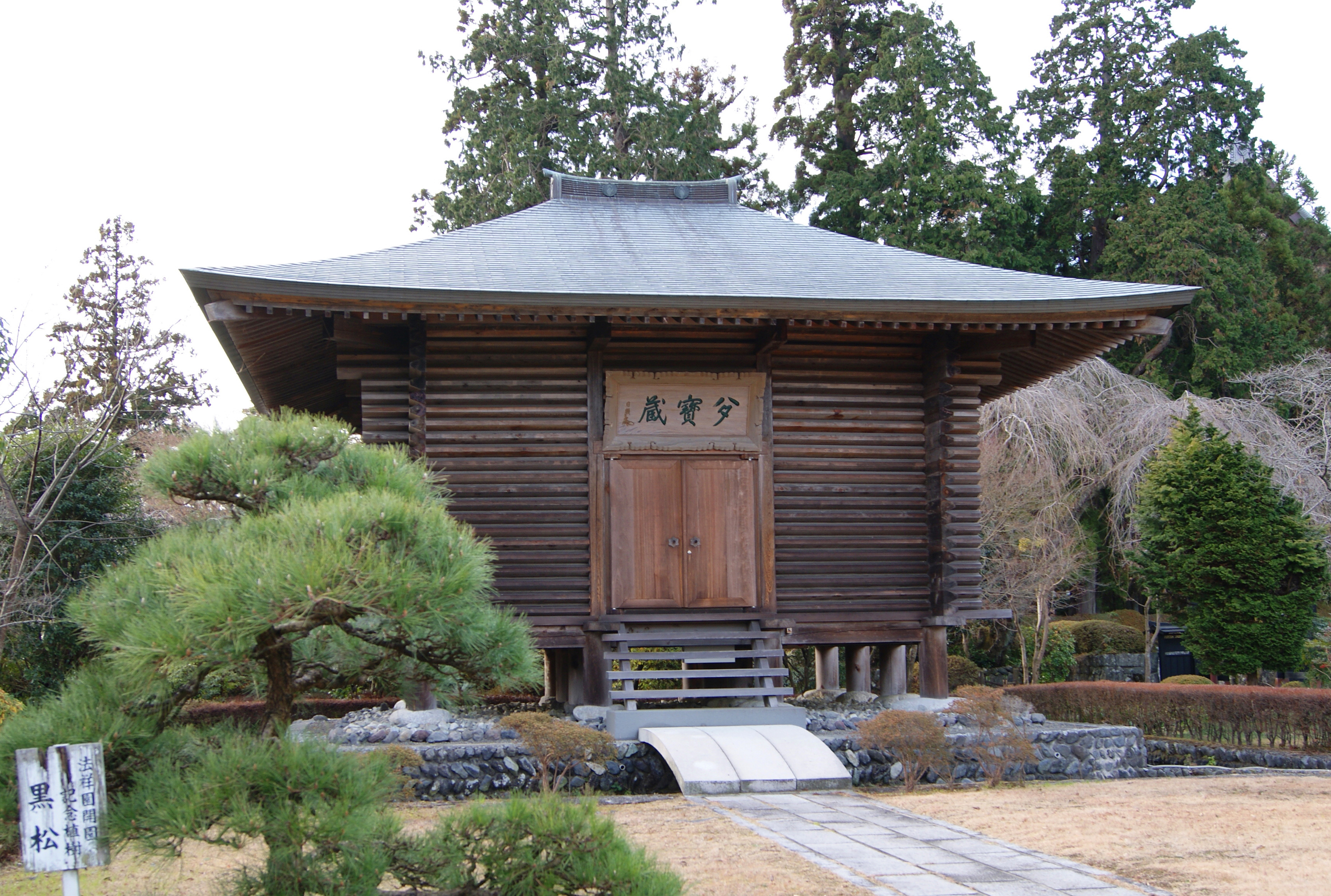
Le tahōzō du Taisekiji, construction typique d'un trésor enfoui.

Le hōan-dō est construit dans le style d'un entrepôt traditionnel japonais pour signifier que le kōsen rufu (広 宣 流 布) n'a pas encore été atteint. Librement défini, le kōsen rufu signifie que la croyance du Nichiren Shōshū est devenu la principale religion des peuples du monde. Ceci est important pour les fidèles du Nichiren Shōshū parce qu'ils croient que, selon la volonté de Nichiren, le dai-gohonzon ne doit pas être rendu accessible au public, mais plutôt mis de côté quelque part et n'être consultable que par ceux qui ont demandé et obtenu une audience par le grand-prêtre, jusqu'à ce que le kōsen rufu ai été atteint. Un symbole supplémentaire de cette croyance est qu'à la différence de tous les autres autels du Nichiren Shōshū, celui du hōan-dō n'est pas décoré avec une offrande de plantes vertes et les non-croyants sont admis dans le bâtiment seulement lors d'occasions spéciales.

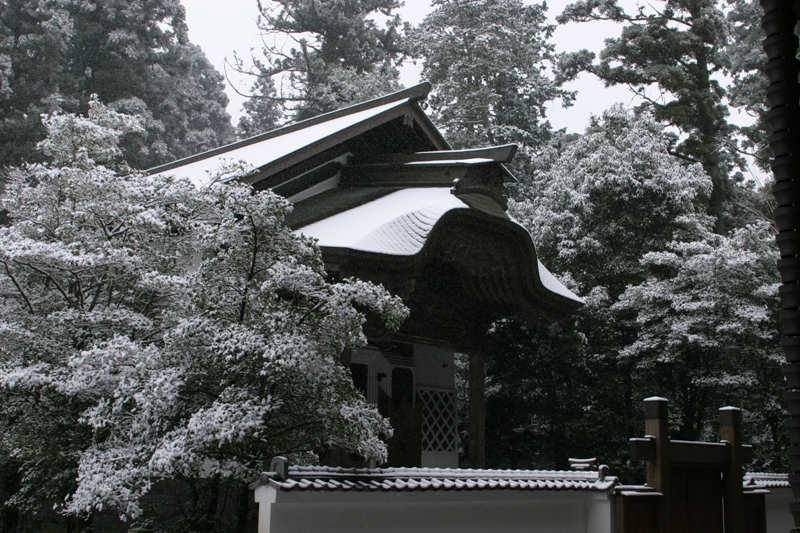
De nombreux vestiges du Taiseki-ji vieux de 750 ans d'histoire sont conservés dans la maison du trésor

### Maison du trésor
La maison du trésor n'est ouverte qu'aux fidèles. À l'intérieur s'y trouvent des parchemins et des peintures importants pour cette secte du Bouddhisme de Nichiren, ainsi que des informations au sujet de la religion et de son histoire. Une modeste exposition présente des objets culturels provenant de pays où la secte a attiré des convertis.

### Pagode

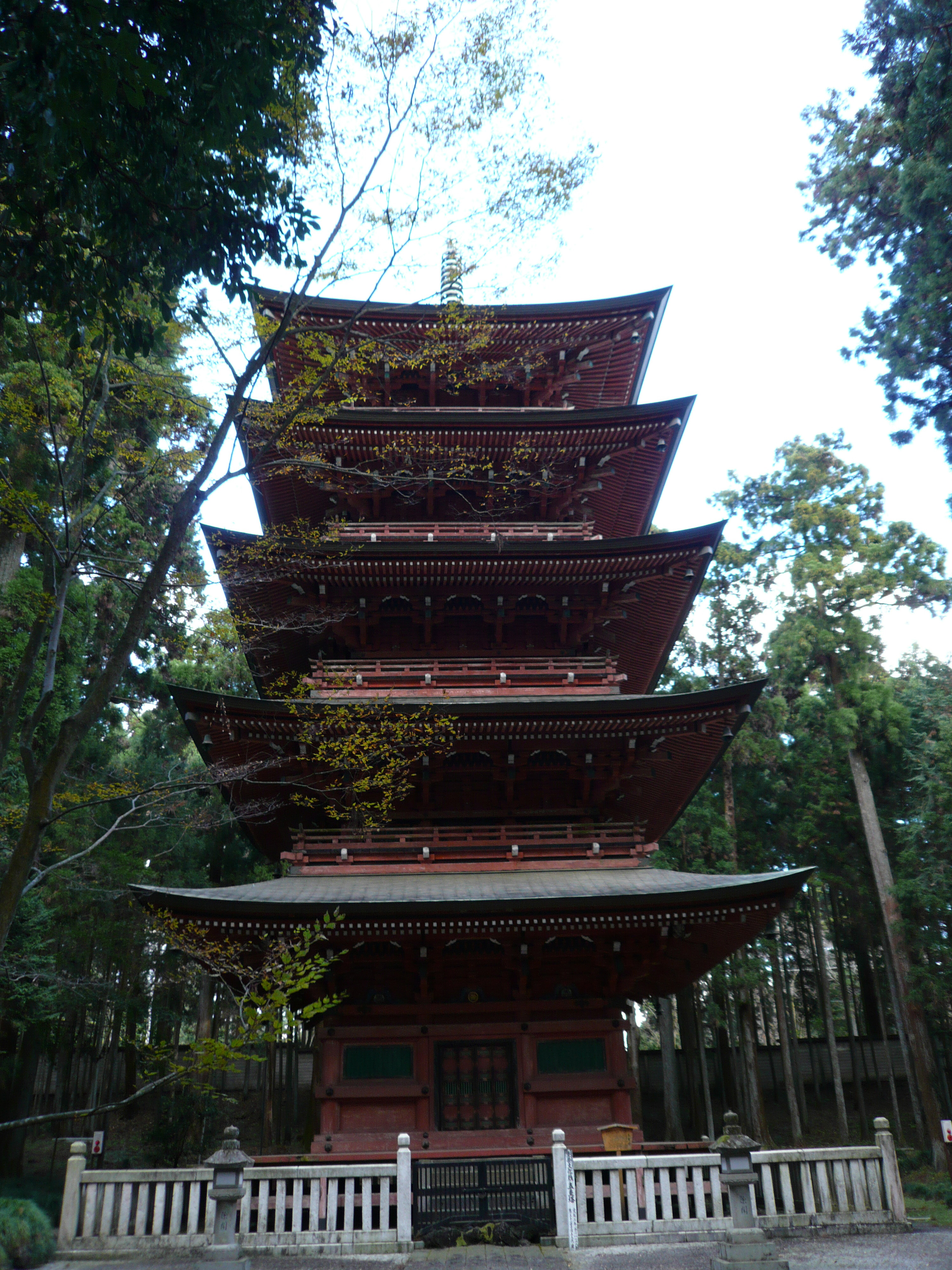
La pagode à quatre étages du Taiseki-ji

Achevée en 1749, la pagode du Taiseki-ji fait face à l'ouest plutôt qu'au sud comme il est accoutumé pour signifier que le bouddhisme de Nichiren se propage de l'est (le Japon) à l'ouest (retour à la terre de  Sakyamuni Bouddha et au-delà). Elle est la plus grande pagode à quatre étages le long du Tōkaidō, route principale historique le long de la côte est du Japon à partir d'Edo (aujourd'hui Tokyo) vers Kyoto. L'édifice, désigné trésor national en 1966, est ouvert tous les 16 février pour des cérémonies célébrant l'anniversaire de Nichiren.

### Shōhon-dō (Sho-Hondo)
Le shōhon-dō (Sho-Hondo ) était le bâtiment principal du Taiseki-ji, de 1972 jusqu'à sa démolition en 1998. Il avait été construit pour abriter le dai-gohonzon, bloc de bois gravé (mandala), qui est le véritable objet de culte de la Nichiren Shōshū. Le shōhon-dō était considéré comme un important ouvrage de l'architecture japonaise d'après-guerre, remarquable pour l'envergure de son vaste toit non supporté.

## Sources
Nichiren Shōshū nyūmon (日蓮正宗入門: Introduction to Nichiren Shoshu), Taiseki-ji, 2002